# Bairro do Caramão
O Bairro do Caramão é um bairro de Lisboa na zona da Ajuda construído no século XX.
Foi projectado pelo arquitecto do arquitecto Luís Benavente e as casas eram inicialmente destinadas a trabalhadores das Companhias Reunidas de Gás e Electricidade, Câmara Municipal de Lisboa e Companhia das Águas de Lisboa.
Neste bairro situam-se os Moinhos do Bairro do Caramão. Três moinhos de vento que foram edificados provavelmente no século XVIII, na Serra de Monsanto.